# Mucor genevensis
Mucor genevensis är en svampart som beskrevs av Lendn. 1908. Mucor genevensis ingår i släktet Mucor och familjen Mucoraceae.   Inga underarter finns listade i Catalogue of Life.